# Gare de Csókakő
La gare de Csókakő (en hongrois : Csókakő vasútállomás) est une halte ferroviaire hongroise, située à Bodajk.